# 御旅所
御旅所（おたびしょ）とは、神社の祭礼（神幸祭）において神（一般には神体を乗せた神輿）が巡行の途中で休憩または宿泊する場所、或いは神幸の目的地をさす。巡行の道中に複数箇所設けられることもある。御旅所に神輿が着くと御旅所祭が執り行われる。
御旅所には神社や祭神にまつわる場所や氏子地域にとって重要な場所が選ばれている。元宮、摂末社や配偶神を祀る神社などのような社殿があるもののほか、元の鎮座地などに臨時の祭殿を設けたり、氏子の代表（頭人）の家に迎える場合などがある。

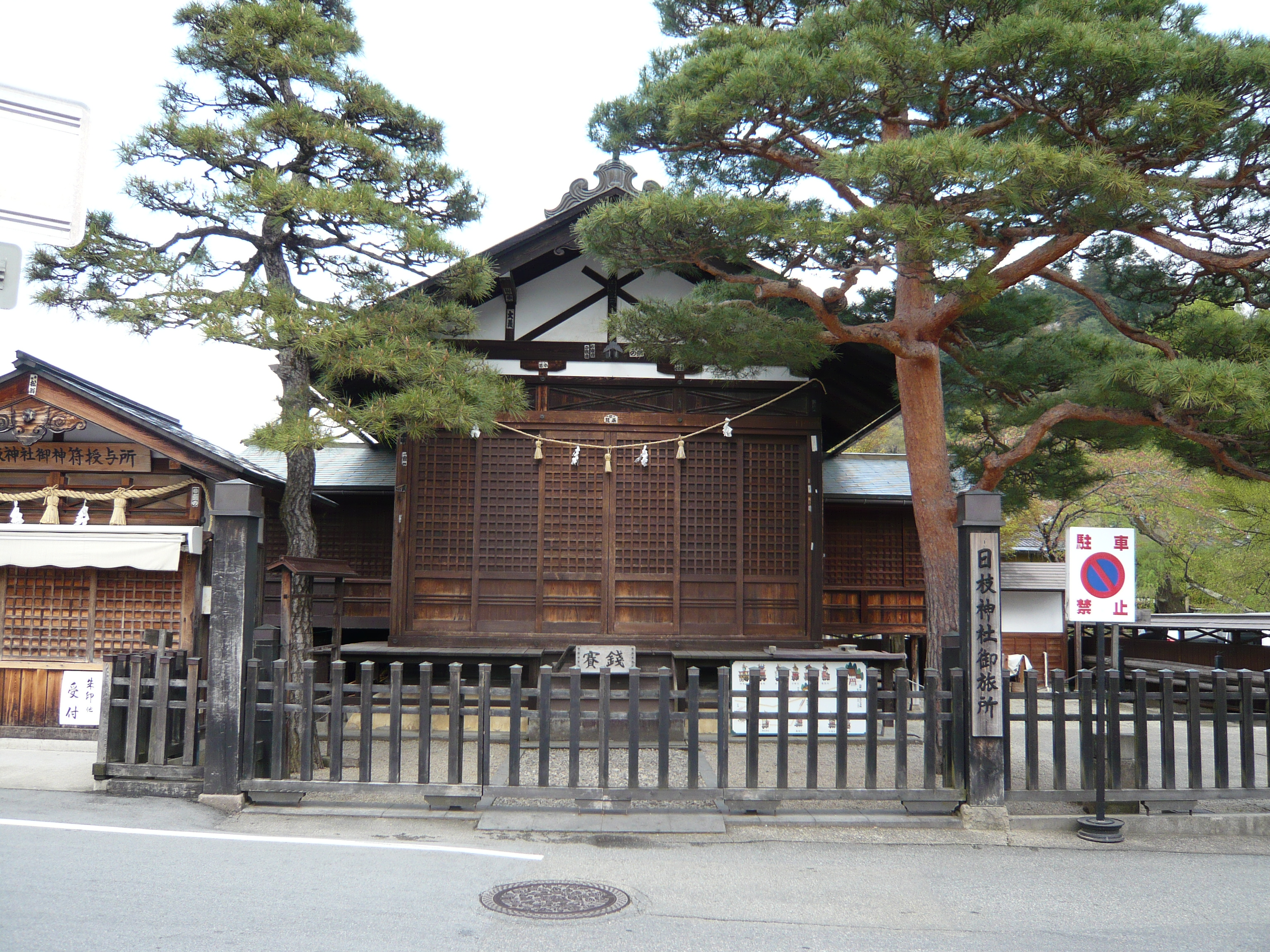
日枝神社 (高山市) の御旅所
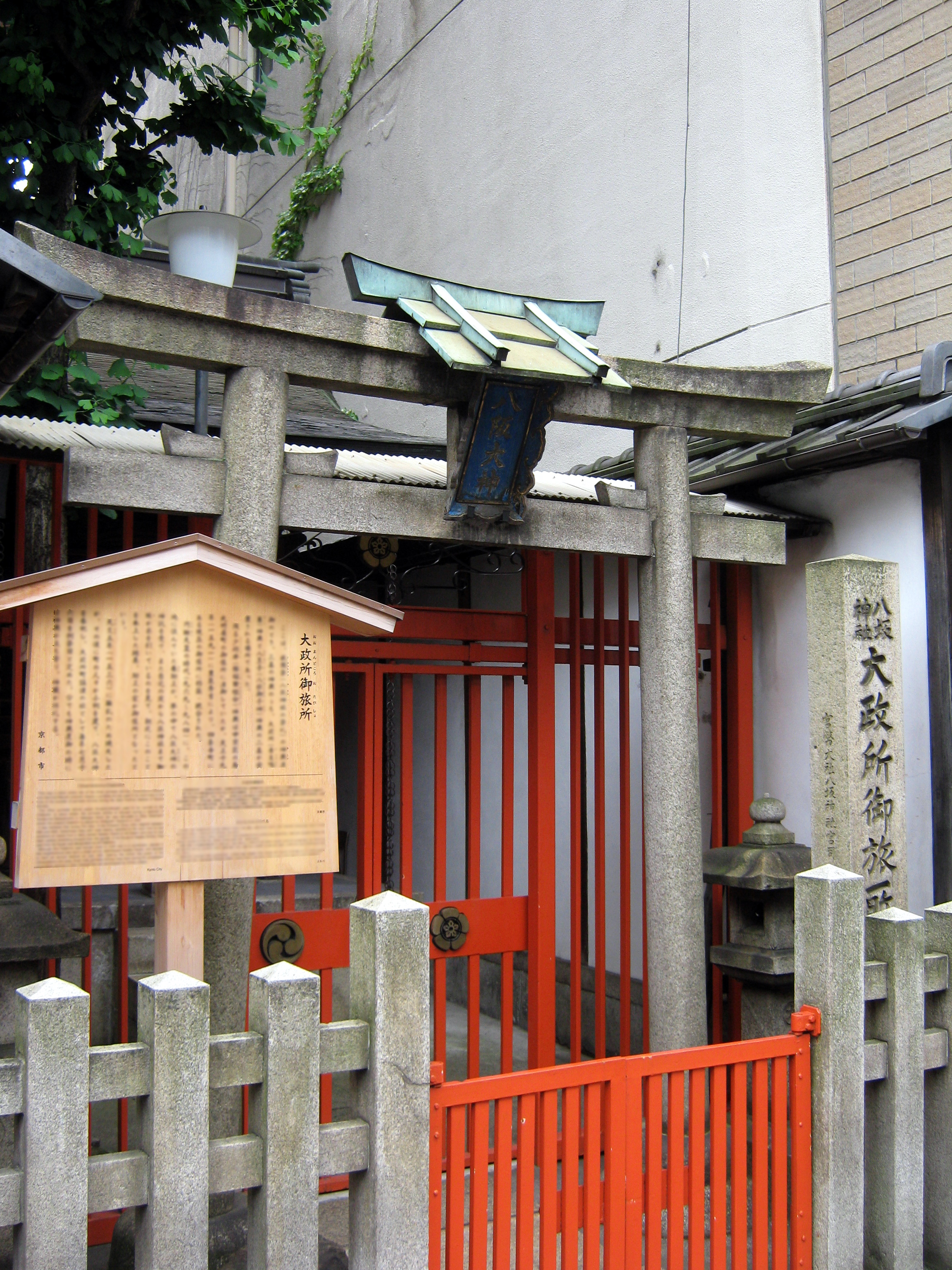
八坂神社・大政所御旅所
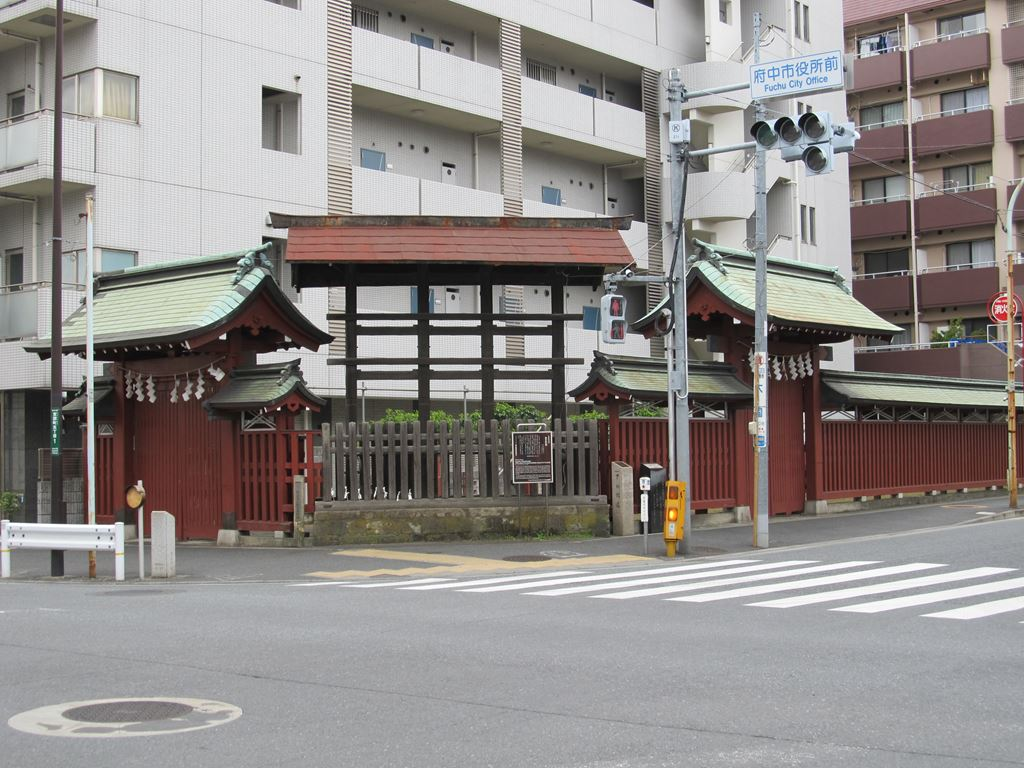
大國魂神社くらやみ祭り 御旅所
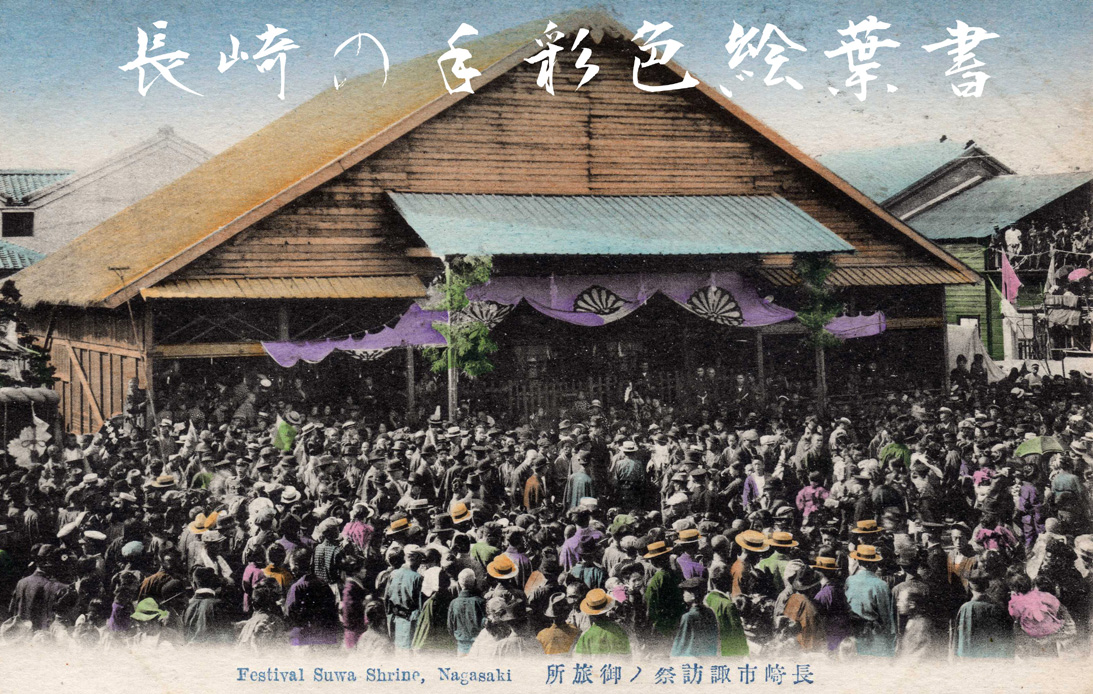
長崎市　鎮西大社諏訪神社　秋の大祭　おくんち　お旅所